# Loạn thần kinh chức năng
Loạn thần kinh chức năng là thuật ngữ chỉ một lớp các rối loạn tâm thần có triệu chứng chức năng gồm rối loạn mãn tính nhưng không gồm áo giác hay ảo tưởng. Rối loạn thần kinh chức năng có thể được định nghĩa đơn giản là "khả năng kém trong việc thích nghi với môi trường xung quanh của họ, sự bất khả năng trong thay đổi lối sống, và sự bất khả năng để phát triển một nhân cách đa dạng, giàu có, phức tạp và thỏa mãn hơn."